# 2019년 서울국제여성영화제
제21회 서울국제여성영화제는 2019년 8월에 개최된 영화제이다. 메가박스 상암월드컵경기장에서 개최되었다.^^

## 수상 및 후보

### 국제장편경쟁-작품상
- 나를 데려가줘 - 에나 세니야르비치 수상

### 국제장편경쟁-감독상
- 여름 생존자 - 마리아 카브타라드제 수상

### 국제장편경쟁-심사위원특별상
- 오미가스 - 안토넬라 수다삿시 퍼니스 수상

### 한국장편경쟁-작품상
- 우리는 매일매일 - 강유가람 수상

### 아시아단편경쟁-작품상
- 누구는 알고 누구는 모르는 - 배꽃나래 수상

### 아시아단편경쟁-감독상
- 주근깨 - 김지희 수상

### 아시아단편경쟁-관객상
- 누구는 알고 누구는 모르는 - 배꽃나래 수상

### 메가박스 대상
- 민사소송 - 이은희 수상

### 메가박스 우수상
- 나의 원더우먼 - 경지숙 수상
- 둠둠 - 정원희 수상
- 해피뉴이어 - 한지혜 수상

### 판씨네마 최우수상
- 아이 - 김현탁 수상

### 포스트핀상
- 홈그라운드 - 권아람 수상
- 다큐멘터리 옥랑문화 수상작
- 쓰레기덕후 소셜클럽 - 유혜민 수상

### 진진 우수상
- 홈그라운드 - 권아람 수상
- 메릴 스트립 프로젝트 - 박효선 수상
- 모래바람 - 박재민 수상
- 올 헤일 더 킹 - 박예지 수상

### 극영화 관객인기상
- 해피뉴이어 - 한지혜 수상

### 다큐 관객인기상
- 쓰레기덕후 소셜클럽 - 유혜민 수상

### 아이틴즈 대상
- 너도 그렇다 - 박규은 수상

### 아이틴즈 우수상
- 순간 - 이다은 수상
- 어느 늦은 밤 집으로 가는 길 - 금정윤 수상
- 국제장편경쟁
- 도리엔 B의 베스트 앨범 - 얀케 블론드
- 오미가스 - 안토넬라 수다삿시 퍼니스
- 레이디월드 - 아만다 크레이머
- 누수 - 수잔 이라바니안
- 갈대, 우거지다 - 양이슈
- 오펀즈 블루스 - 쿠도 리호
- 여름 생존자 - 마리아 카브타라드제
- 나를 데려가줘 - 에나 세니야르비치
- 한국장편경쟁
- 욕창 - 심혜정
- 해일 앞에서 - 전성연
- 아무것 또는 모든 것 - 김효정
- 영하의 바람 - 김유리
- 까치발 - 권우정
- 우리는 매일매일 - 강유가람
- 기억의 전쟁 - 이길보라
- 아시아 단편경선
- 열두 살의 여름 - 쿠어 관링
- 주근깨 - 김지희
- 링링 - 윤다영
- 여름밤의 소리 - 정민희
- 리:플레이 - 장지혜
- 누구는 알고 누구는 모르는 - 배꽃나래
- 밤 사이 - 류연수
- 대리시험 - 김나경
- 로맨틱 머신 - 이소정
- 캐쉬 - 탄 웨이 팅
- 컷 아웃 - 공선정 외 3명
- 해미를 찾아서 - 허지은 외 1명
- 여름이 말한 것 - 파얄 카파디아
- 풍정.각(風情.刻) 리얼타운 - 송주원
- 학교를 뒤엎자 - 고토 미나미
- 하우스 표류기 - 전보름

### 아이틴즈
- 겟 잇 뷰티 - 이예승
- 너도 그렇다 - 박규은
- 무정 - 정민지 외 3명
- 아이엠 그라운드 자기소개 하기 (아그작) - 홍하은
- 순간 - 이다은
- 어느 늦은 밤 집으로 가는 길 - 금정윤
- 오늘과 내일 - 유하은

### 새로운 물결
- #여성 쾌락 - 바바라 밀러
- 21세기 소녀 - 야마토 유키 외 5명
- 멜랑콜리 걸 - 수잔느 하인리히
- 자연스럽게: 알리스 기-블라쉐의 전해지지 않은 이야기 - 파멜라 그린
- 의자 뺏기 놀이 - 루시아 치아라
- 길모퉁이가게 - 이숙경
- 델핀과 캐롤 - 칼리스토 맥널티
- 프랑스 여자 - 김희정
- 좋은 여자들 - 알레한드라 마르케즈 아벨라
- 굿바이 마이 러브NK: 붉은 청춘 - 김소영
- 내 발 아래 - 마리 크류처
- 벌새 - 김보라
- 이매지너리 오더 - 데브라 에이센스타트
- 제시카 포에버 - 캐롤린 포기 외 1명
- 메기 - 이옥섭
- 마우스피스 - 패트리샤 로제마
- 원데이 - 소피아 실라기
- 에바를 찾아서 - 피아 헬렌탈
- 버디 - 셸리 라우만
- 스케이트 키친 - 크리스탈 모셀
- 내가 필요하면 전화해 - 임오정
- 여보세요 - 부지영

### 퀴어 레인보우
- 빌리와 엠마 - 사만다 리
- 달을 향해 짖는 개 - 샹 자
- 야광 - 임철민
- 에밀리 디킨슨의 밤 - 마들렌 올넥
- 하늘과 나무 열매 - 토코이 미유키

### 쟁점들
- 우리는 딸들이니까 - 발짓 상그라
- 부엌의 전사들 - 마야 갈루스
- 일본의 감춰진 수치 - 에리카 젠킨
- 걸캅스 - 정다원
- 와인스타인 - 우르술라 맥팔레인
- 자취방 - 황지은
- 찌르개 - 임소라
- 죽은 민영이의 장례식 - 홍석영

### 특별상영
- 작은 풀에도 이름 있으니 - 김소영

### 배리어프리 상영
- 미래의 미라이 - 호소다 마모루

### 한국영화특별전
- 금욕 - 김수형
- 바람난 가족 - 임상수
- 개같은 날의 오후 - 이민용
- 이어도 - 김기영
- 자유부인 - 한형모
- 낮은 목소리-아시아에서 여성으로 산다는 것 - 변영주
- 미몽 - 양주남
- 미망인 - 박남옥

### 추모전
- 5시부터 7시까지의 클레오 - 아녜스 바르다
- 라 푸앵트 쿠르트로의 여행 - 아녜스 바르다
- 노래하는 여자, 노래하지 않는 여자 - 아녜스 바르다
- 방랑자 - 아녜스 바르다
- 아녜스가 말하는 바르다 - 아녜스 바르다
- 엘자 라 로즈 - 아녜스 바르다
- 얀코 삼촌 - 아녜스 바르다
- 블랙 팬서 - 아녜스 바르다
- 여성의 대답: 우리의 몸, 우리의 섹스 - 아녜스 바르다
- 질산염 키스 - 바버라 해머
- 저항하는 파라다이스 - 바버라 해머
- 비숍의 집 - 바버라 해머
- 클린즈드 II - 바버라 해머
- 자매들! - 바버라 해머
- 레즈비언 사랑의 기술 - 바버라 해머
- 내가 사랑하는 여인들 - 바버라 해머
- 이중 강도 - 바버라 해머
- 증거하는 몸 - 바버라 해머

### 특별전
- 해빙 - 이수연
- 고양이 장례식 - 이종훈
- 차이나타운 - 한준희
- 히치하이크 - 정희재
- 두 번의 결혼식과 한 번의 장례식 - 김조광수

### 다큐멘터리 옥랑문화상
- 박강아름 결혼하다 - 박강아름

### 여성 영화제작 프로젝트
- 연애편지 - 김유월 외 2명
- 보호 - 김하경 외 2명
- 낙서 - 유승연 외 1명
- 여자는 여자의 미래다 - 노헬레나 외 2명

### 폴란드 여성영화의 힘
- 낯선 여행 - 아그네즈카 스모친스카
- 마지막 무대 - 반다 야쿠보프스카
- 외로운 여인 - 아그네츠카 홀란드
- 파푸샤 - 조아나 코스-크라우제 외 1명
- 자유노조의 잊혀진 전사들 - 마르타 디도 외 1명
- 타워, 눈부신 날 - 야고다 셸츠
- 우먼파워 - 마르타 디도 외 1명